# (15592) 2000 GJ91
A (15592) 2000 GJ91 a Naprendszer kisbolygóövében található aszteroida. A LINEAR projekt keretében fedezték fel 2000. április 4-én.